# موج سرد شمال هند ۲۰۱۷
در طول ماه ژانویه ۲۰۱۷، موج سرد شمال هند را دربر گرفت و چندین ایالت شمال هند شامل هیماچال پرادش، جامو و کشمیر، منطقه کشمیر، هاریانا، راجستان و اوتار پرادش را تحت تأثیر قرار داد. کمترین دمای ثبت شده ناشی از موج سرد در شهر گلمرگ ۱۲٫۴ سلسیوس بود. سواحل دریاچه دال در سرینگر به علت سردی هوا و دمای کم یخ بستند.